# محمد الهراوي
محمد حسين محمد الهَرّاوي (1885 - 1939)، ولد في قرية هرية رزنة بمحافظة الشرقية بمصر، وتوفي بالقاهرة. عاش في مصر وسورية ولبنان وفلسطين. سليل أسرة اشتهرت بالعلم والأدب، فكان جده كبير علماء مصر في عهد محمد علي، وقد تعهده خاله الشاعر «محمد شريف سليم» بالرعاية الأدبية، كما تلقى علومه الأولى في مدارس القاهرة والإسكندرية وتعلم اللغتين الإنجليزية والفرنسية إلى جانب العلوم العربية؛ مما أعانه على نقل بعض الأعمال الشعرية إلى العربية.
عمل موظفًا بوزارة المعارف العمومية بمصر (1902 - 1911)، ثم انتقل إلى دار الكتب المصرية بالقاهرة، فعمل في إدارة الحسابات والمستخدمين، وظل بها حتى وفاته مرتقيًا سلمها الوظيفي. نشط في الحياة الثقافية واشتهر فيها شاعرًا محبًا للعمل الثقافي من خلال وظيفته بدار الكتب، حيث أدار الندوات وجعل من دار الكتب مكانًا لالتقاء الأدباء والشعراء يطلقون عليه دار الهراوي تقديرًا لمكانته فيها، كما شارك بشعره في الحركة الوطنية بمصر، ومن المعروف أنه كان صاحب فكرة إقامة مهرجان سنوي للشعر في مصر أطلق عليه سوق عكاظ. يعد أحد رواد الكتابة للطفل بحكايات شعرية، بعد جيل أحمد شوقي.

## الإنتاج الشعري
له عدد كبير من المطبوعات الشعرية الموجهة للأطفال تتنوع بين الأغاني والأناشيد والشعر التعليمي والتمثيليات منها:
- سلسلة «سمير الطفل» للبنين والبنات من منشورات لجنة التأليف والترجمة والنشر بمصر.
- سمير الطفل للبنين، الأجزاء 1، 2، 3، - 1923، سمير الطفل للبنات، الأجزاء 1، 2، 3 - 1923.
- كتاب في الشعر التعليمي بعنوان: «سمير الأطفال» - مطبعة دار الكتب المصرية - القاهرة 1923.
- كتاب في أغاني الأطفال مزود بالعلامات الموسيقية والصور الملونة بعنوان: «شمس الضحى» - مطبعة دار الكتب المصرية، القاهرة، 1938.
- عدد من التمثيليات الشعرية للأطفال منها:
  - الذئب والغنم، دار الكتب المصرية، القاهرة، 1926.
  - بائع الفطير، 1928.
  - حلم الطفل ليلة العيد، 1929.
- محفوظات شعرية للأطفال منها:
  - «تن تن - بلابل الشجر - تحية للجنود - القطار».
- شعر تعليمي للأطفال منه:
  - أنباء الرسل - مكتبة مصر - القاهرة 1929.
  - ألف ياء - مطبعة المعارف - القاهرة 1937.
- مجموعة أناشيد للأطفال منها:
  - نشيد مصر القومي - المطبعة الرحمانية - القاهرة 1920.
  - الطفل الجديد - المطبعة الرحمانية - القاهرة 1926.
- وله عدد قليل من القصائد ألقاها في مناسبات مختلفة منها:
  - «دمشق الشام» - مخطوطة، ألقاها في حفل ثقافي بدمشق عام 1933.
  - قصيدة في رثاء الشاعر محمد عبد المطلب - مخطوطة.

جلّ شعره موجّه للأطفال - فهو يعد رائد شعر الأطفال العربي - نظمه بالفصحى مراعيًا سهولة اللغة وسلامتها، وبساطة التركيب وطرافته حتى يسهل حفظه على الطفل، وتتنوع موضوعاته وأهدافه بين التسلية والمتعة والتعليم وتنمية الوعي القومي والديني لدى الأطفال، وإنتاجه في هذا المجال غزير متدفق يلتزم فيه الوزن والقافية في معظم الأحوال، وقد يخرج عنها للضرورة، وفي غير شعر الأطفال، له قصائد قليلة كان يلقيها في مناسبات مختلفة، منها قصيدة في رثاء صديقه الشاعر محمد عبد المطلب، وأخرى بعنوان «دمشق الشام» ألقاها في حفل ثقافي بدمشق عام 1933.

## الجوائز والتكريم
كرّمه أدباء لبنان عام 1933 بعدِّه واحدًا من كبار الشعراء، وفي العيد المئوي لميلاده أقيم مهرجان في مصر اضطلع به المركز القومي لثقافة الطفل. في عام 1920 أعلنت مسابقة لوضع نشيد قومي لمصر، فاز نشيد أحمد شوقي بالمكان الأول، وفاز نشيد الهراوي بالمكان الثاني. كان ممن رفض مبايعة أحمد شوقي بإمارة الشعر (1927) بدعوى أن لكل شاعر مذاقه الذي يميزه.

## عناوين القصائد
- دار الآثار العربية،
- شم النسيم،
- بين جد وحفيدته،
- النشيد القومي لمصر،
- الفلاّح،
- محبة الوالد،
- طفل يحادث أمه،
- دار الآثار العربية،